# Punish
Punish est un groupe suisse de death metal technique, originaire de Winterthour, dans le canton de Zurich. Le groupe a déjà joué avec d'autres groupes comme Artillery, Atheist, Belphegor, Cannibal Corpse, Destruction, Exhumed, Hour of Penance et Illdisposed.

## Histoire
Le groupe est formé en 1996 par le guitariste Ralph Huber, le bassiste Reto Hardmeier et le guitariste André Mathieu. En 1998, le batteur Reto Crola et le chanteur Chris Block complètent la formation. Ensemble, ils développent les premières chansons, ce qui donne lieu à leur premier album éponyme en 2000. En 2001, le bassiste Mirko Siegwart rejoint la formation en tant que nouveau bassiste. La démo Three Songs of Mental Disorder suit en 2004 en auto-édition, suivie en 2005 par l'EP Four Songs in Morbid Lust. 
En 2005, Reto Hardmeier rejoint le groupe en tant que bassiste et après que le chanteur Chris Block a quitté le groupe en 2006, Hardmeier reprend également le poste de chanteur avec Mathieu. La même année, le groupe fait une tournée de deux semaines en Europe avec Helheim. Le deuxième album du groupe sort en 2007 sous le nom de Dawn of the Martyr chez Quam Libet Records,. En 2008, une nouvelle tournée européenne est organisée avec le groupe américain Nocturnus. Le groupe sort son troisième album, Raptus, en 2009 sur Stonepath Records. 
En 2012, André Mathieu reprend l'ensemble des parties vocales. Ainsi, Punish tourne le dos au concept de deux chanteurs et revient à un seul. En 2013, Punish sort son quatrième album, Sublunar Chaos, cette fois-ci sur Apostasy Records. La même année, Monika Hagmann rejoint le groupe en tant que nouvelle bassiste.

## Style musical
Le groupe joue un death metal très technique, où le travail des guitares rappelle parfois celui de Death.

## Discographie
- 2000 : Punish (album)
- 2004 : Three Songs of Mental Disorder (démo)
- 2005 : Four Songs In Morbid Lust (EP)
- 2007 : Dawn of the Martyr (album, Quam Libet Records)
- 2009 : Raptus (album, Stonepath Records)
- 2013 : Sublunar Chaos (album, Apostasy Records)
- 2016 : Panik